# Петровка (Красноградский район)
Петровка (укр. Петрівка), село, 
Петровский сельский совет, 
Берестинський район, 
Харьковская область.
Код КОАТУУ — 6323385001. Население по данным 2023 года составляло 1317 человек.
Является административным центром Петровского сельского совета, в который, кроме того, входят
посёлок Балки и 
село Липянка.

## Географическое положение
Село Петровка находится на левом берегу реки Берестовая, выше по течению на расстоянии в 3 км расположено село Сосновка, ниже по течению примыкают сёла Балки и Маховик, на противоположном берегу — село Ивановское. 
По селу протекает ручей с запрудами. 
К селу примыкают лесные массивы. 
Рядом с селом проходит железная дорога, станция Почтовая.

## История
- 1682 — дата основания.